# Сітно (Грифінський повіт)
Сітно (пол. Sitno) — село в Польщі, у гміні Мешковиці Грифінського повіту Західнопоморського воєводства.
Населення — 212 осіб (2011).

## Демографія
Демографічна структура станом на 31 березня 2011 року:
|          | Загалом | Допрацездатний вік | Працездатний вік | Постпрацездатний вік |
| -------- | ------- | ------------------ | ---------------- | -------------------- |
| Чоловіки | 102     | 28                 | 68               | 6                    |
| Жінки    | 110     | 28                 | 62               | 20                   |
| Разом    | 212     | 56                 | 130              | 26                   |